# Leanne Wong
Leanne Wong (Kansas City, 20 de septiembre de 2003) es una deportista estadounidense que compite en gimnasia artística. Ganó cuatro medallas en el Campeonato Mundial de Gimnasia Artística entre los años 2021 y 2023.

## Palmarés internacional
| Campeonato Mundial | Campeonato Mundial      | Campeonato Mundial | Campeonato Mundial   |
| Año                | Lugar                   | Medalla            | Prueba               |
| ------------------ | ----------------------- | ------------------ | -------------------- |
| 2021               | Kitakyushu (Japón)      | Medalla de plata   | Concurso individual  |
| 2021               | Kitakyushu (Japón)      | Medalla de bronce  | Suelo                |
| 2022               | Liverpool (Reino Unido) | Medalla de oro     | Concurso por equipos |
| 2023               | Amberes (Bélgica)       | Medalla de oro     | Concurso por equipos |